# Ciudad del Carmen
Ciudad del Carmen é uma cidade do estado de Campeche, no México. Se localiza ao sudoeste da Península de Yucatán, na parte ocidente da Ilha del Carmen, que está situada entre o Golfo do México a Laguna de Términos.
Destaca por ser um importante centro de operações de Petróleo mexicano, que mantém na Sonda de Campeche a área de exploração de Hidrocarboneto mais importante do México. Também se localiza em uma das regiões do sudeste do país com maior potencial turístico, ao contar com importantes atrações naturais.
Desde ponto de vista econômico, Carmen é a cidade mais importante do estado de Campeche.

## Nomenclatura
- CME

## Denominação
- Carmen

## Nome
A cidade leva esse nome desde 16 de julho de 1717, o dia da Virgen del Carmen, quando os piratas foram derrotados e expulsos da ilha de Don Alonso Felipe de Andrade no Forte de San Felipe.

## Escudo
O escudo de Carmen é uma periferia oval delimitadas por uma cor cinza que tem o nome da cidade e do estado a que pertence. No centro da eclipse é a Laguna de Términos e sobre ela a Isla del Carmen.
O leão simboliza o cerco europeu no México, durante o domínio espanhol e a intervenção francesa, e sobre uma águia que ferre com o bico e as garras. A águia simboliza o povo marrom, impedindo que um país estrangeiro invada seu território e nação.

## Turismo

### Praias
A zona costeira de Ciudad del Carmen e propriamente da Isla del Carmen, está repleta de belas praias; algumas contam com diversos serviços turísticos.
Na zona urbana de Ciudad del Carmen se localizam las seguintes praias:
- Caracol.
- Puntilla.
- Manigua.
- Playa Norte.
- Puesta del sol

No leste de Ciudad del Carmen, na própria Isla del Carmen, existem las siguentes zonas de praias:
- Bahamitas.
- Tortugueros.
- Puerto Real.
- Punta San Julián.[1]

Laguna de Terminos.

## Clima
O clima em Ciudad del Carmem é quente e tropical, com razoável precipitação de chuvas devido a sua localização costeira, tem pouca variação da temperatura que na média anual fica em torno de 32 °C, raramente frentes frias chagam a cidade.
| Dados climatológicos para Ciudad del Carmem | Dados climatológicos para Ciudad del Carmem | Dados climatológicos para Ciudad del Carmem | Dados climatológicos para Ciudad del Carmem | Dados climatológicos para Ciudad del Carmem | Dados climatológicos para Ciudad del Carmem | Dados climatológicos para Ciudad del Carmem | Dados climatológicos para Ciudad del Carmem | Dados climatológicos para Ciudad del Carmem | Dados climatológicos para Ciudad del Carmem | Dados climatológicos para Ciudad del Carmem | Dados climatológicos para Ciudad del Carmem | Dados climatológicos para Ciudad del Carmem | Dados climatológicos para Ciudad del Carmem |
| Mês                                         | Jan                                         | Fev                                         | Mar                                         | Abr                                         | Mai                                         | Jun                                         | Jul                                         | Ago                                         | Set                                         | Out                                         | Nov                                         | Dez                                         | Ano                                         |
| ------------------------------------------- | ------------------------------------------- | ------------------------------------------- | ------------------------------------------- | ------------------------------------------- | ------------------------------------------- | ------------------------------------------- | ------------------------------------------- | ------------------------------------------- | ------------------------------------------- | ------------------------------------------- | ------------------------------------------- | ------------------------------------------- | ------------------------------------------- |
| Temperatura máxima recorde (°C)             | 32                                          | 33                                          | 35                                          | 37                                          | 36                                          | 34                                          | 35                                          | 34                                          | 32                                          | 32                                          | 32                                          | 31                                          | 37                                          |
| Temperatura máxima média (°C)               | 22                                          | 23                                          | 25                                          | 26                                          | 28                                          | 27                                          | 26                                          | 27                                          | 26                                          | 25                                          | 23                                          | 21                                          | 25                                          |
| Temperatura mínima média (°C)               | 20                                          | 20                                          | 23                                          | 23                                          | 26                                          | 24                                          | 23                                          | 24                                          | 24                                          | 23                                          | 21                                          | 18                                          | 22                                          |
| Temperatura mínima recorde (°C)             | 12                                          | 12                                          | 13                                          | 16                                          | 16                                          | 19                                          | 21                                          | 21                                          | 20                                          | 17                                          | 15                                          | 15                                          | 12                                          |
| Precipitação (mm)                           | 6                                           | 3                                           | 3                                           | 5                                           | 8                                           | 15                                          | 10                                          | 19                                          | 27                                          | 21                                          | 12                                          | 4                                           | 137                                         |
| Fonte: Weatherbase 26/03/2010               |                                             |                                             |                                             |                                             |                                             |                                             |                                             |                                             |                                             |                                             |                                             |                                             |                                             |